# Meropis (bướm đêm)
Meropis là một chi bướm đêm thuộc họ Noctuidae. Nó hiện được coi là đồng nghĩa của Ophiusa.